# Collection (album d'Étienne Daho)
Pour les articles homonymes, voir Collection.
Albums de Étienne Daho
Pop Satori
(1986) Pour nos vies martiennes
(1988)
Collection est une compilation de face B, de remixes et d'inédits d'Étienne Daho. Il contient notamment un duo avec Françoise Hardy (Et si je m’en vais avant toi), un morceau composé pour le film Désordre d'Olivier Assayas (Soleil de minuit) et une reprise de Pink Floyd Arnold Layne et du Velvet Underground originellement enregistré pour la compilation-hommage Les Enfants du Velvet (Sunday Morning).

## Titres de l'album
| 1.    | Tombé pour la France (version maxi)                           | Étienne Daho/Arnold Turboust | 6:24 |
| 2.    | L’Été (remix)                                                 | Étienne Daho/Franck Darcel   | 3:46 |
| 3.    | Chez les yé-yé                                                | Serge Gainsbourg             | 2:35 |
| 4.    | La Ballade d'Edie S.                                          | Étienne Daho/Arnold Turboust | 4:01 |
| 5.    | Arnold Layne                                                  | Syd Barrett                  | 1:39 |
| 6.    | Et si je m’en vais avant toi (en duo avec Françoise Hardy)    | Françoise Hardy              | 3:21 |
| 7.    | Sweeter Than You                                              | Baker Knight                 | 2:17 |
| 8.    | Swingin' London (remix)                                       | Étienne Daho/Arnold Turboust | 4:16 |
| 9.    | Soleil de minuit (chanson du film Désordre d'Olivier Assayas) | Étienne Daho/Franck Darcel   | 3:48 |
| 10.   | Sunday Morning                                                | Lou Reed                     | 4:08 |
| 11.   | Épaule tattoo (version maxi)                                  | Étienne Daho/Arnold Turboust | 5:52 |
| 42:07 |                                                               |                              |      |

## Producteurs
- Franck Darcel sur Tombé Pour La France, La Ballade D'Edie S., Et Si Je M'En Vais Avant Toi et Swingin' London (Remix)
- Étienne Daho et Arnold Turboust sur Sweeter Than You, Soleil De Minuit et Sunday Morning
- Franck Darcel, Étienne Daho et Arnold Turboust sur Chez Les Yé-Yé et Arnold Layne
- Jacno sur L'Eté (Remix)
- Rico Conning, Étienne Daho et Arnold Turboust sur Epaule Tattoo (Maxi)